# Бангс (Тексас)
Бангс (енгл. Bangs) град је у америчкој савезној држави Тексас. По попису становништва из 2010. у њему је живело 1.603 становника.

## Демографија
Према попису становништва из 2010. у граду је живело 1.603 становника, што је 17 (1,0%) становника мање него 2000. године.
| Група             | 2000.         | 2010.         |
| Белци             | 1.316 (81,2%) | 1.227 (76,5%) |
| Афроамериканци    | 77 (4,8%)     | 66 (4,1%)     |
| Азијати           | 0 (0,0%)      | 1 (0,1%)      |
| Хиспаноамериканци | 206 (12,7%)   | 269 (16,8%)   |
| Укупно            | 1.620         | 1.603         |